# Jakčeva ulica, Novo mesto
Jakčeva ulica je ena od ulic v Novem mestu. Od leta 1993 se imenuje po slikarju in grafiku Božidarju Jakcu. Med letoma 1961 in 1993 se je imenovala Ulica Majde Šilc. Ulica obsega 25 hišnih številk, poteka pa med Kandijsko cesto in Ragovsko ulico.